# Ken Matthews
Kenneth Joseph Matthews, detto Ken (Birmingham, 21 giugno 1934 – 2 giugno 2019), è stato un marciatore britannico, specializzato nella 20 km.

## Biografia
Ai Giochi della XVIII Olimpiade vinse l'oro nei 20 km di marcia ottenendo un tempo migliore del tedesco Dieter Lindner (medaglia d'argento) e del sovietico Vladimir Golubničij.

## Palmarès
| Anno | Manifestazione  | Sede     | Evento          | Risultato | Prestazione | Note            |
| ---- | --------------- | -------- | --------------- | --------- | ----------- | --------------- |
| 1962 | Europei         | Belgrado | 20 km di marcia | Oro       |             |                 |
| 1964 | Giochi olimpici | Tokyo    | 20 km di marcia | Oro       | 1h29'34"    | Record olimpico |